# Twiningia fasciata
Twiningia fasciata är en insektsart som beskrevs av Beamer 1942. Twiningia fasciata ingår i släktet Twiningia och familjen dvärgstritar. Inga underarter finns listade i Catalogue of Life.